# 米歇爾·馬爾泰利
米歇爾·約瑟夫·馬爾泰利（法語：Michel Joseph Martelly，發音：[miʃɛl ʒozɛf maʁtɛli]；1961年2月12日—），海地音乐家（藝名甜米基）及政治人物，曾任第44任海地總統，穆拉托人出身。

## 生平
馬爾泰利原是海地著名歌手和商人，他喜愛政治活動，不過無從政經驗。馬爾泰利承諾“改變”，較深得年輕人及城市草根階層支持。在競選活動中馬氏承諾打擊社會腐敗、政府無能、增加就業，令選民抱有希望。最終，他在2011年4月以67%贏得總統選舉。
馬爾泰利在2016年2月7日卸任總統。因為海地政治分歧嚴重，總統大選被無限期延後，導致海地出現無總統執政的政治真空。按照馬爾泰利卸任前數小時簽署的協議，海地國會在2月14日清晨3時選出普利韋爾為臨時總統，開始120日的過渡期，但是海地各方認為，這段時間並不足夠組織總統選舉。 2024 年 8 月，美國財政部對米歇爾·約瑟夫·馬泰利實施制裁，理由是他涉嫌利用其影響力促進該國和美國的毒品販運。

### 音乐
- Sweet Micky: Mon Colonel （页面存档备份，存于）, music video

| 官衔                   | 官衔               | 官衔                            |
| ---------------------- | ------------------ | ------------------------------- |
| 前任者： 勒内·普雷瓦尔 | 海地总统 2011–2016 | 繼任者： 若瑟萊姆·普利韋爾 代理 |